# Werner Licharz
Werner Licharz (* 28. April 1938 in Düsseldorf; † 27. November 2015 in Seeheim-Jugenheim) war ein deutscher Theologe und Pädagoge. Sein Anliegen war der christlich-jüdische Dialog, der Beitrag der Juden zur deutschen Kultur und die Verständigung mit Polen.

## Leben
Werner Licharz wurde 1938 als Sohn von Franz Licharz und Hedwig geborene Gröll geboren. 
Er studierte 1958–1962 Musik, Theologie, Philosophie und Pädagogik an der Johannes-Gutenberg-Universität in Mainz. Sein Lehrvikariat leistete er 1963 in Worms-Ibersheim bei Lehrer Rudolf Kießig ab, das Pfarrvikariat 1964 in der Friedrichskirche (Worms) bei Pfarrer Dr. Werner Sorge und 1965–1969 in Kelkheim und Kriftel.
Nach einem Zweitstudium ab 1970 an der TH Darmstadt, Fachbereich Erziehungswissenschaften und Psychologie, erfolgte 1976 die Promotion zum Dr. phil. bei Hans-Jochen Gamm mit dem Titel: „Die Bildungspolitik des Deutschen Bildungsrates. Eine ideologkritische Studie der pädagogischen und bildungspolitischen Zielvorstellungen in den Empfehlungen der Bildungskommission unter Berücksichtigung der bildungspolitischen Entwicklung in der Bundesrepublik Deutschland von 1945 bis zur Gegenwart“, 512 S.
Wer Menschen in Lebens- und Glaubensfragen seelsorgerlich begleiten will, muss die verschiedenen Handlungsfelder der kirchlichen Seelsorge kennenlernen. Dazu hat Licharz noch folgende Institutionen genauer untersucht: Gossner Mission, Mainz–Kastel mit Pfarrer Horst Symanowski, die vorreformatorische evangelische Kirche der Waldenser in den Waldensertälern im Piemont und die Gemeinschaft von Taizé (Communauté de Taizé) mit Prior Frère Roger.
Licharz war 1972–1973 Pfarrer in Darmstadt (Paul Gerhardt-Gemeinde), Kelkheim-Hornau (Stephanus-Gemeinde) und Kriftel (Auferstehungsgemeinde). Er arbeitete als Dozent an der Evangelischen Fachhochschule Darmstadt und an der Fachhochschule Wiesbaden, heute Hochschule RheinMain. Er war seit 1973 Studierendenpfarrer der Evangelischen Studierendengemeinde Bonn (ESG), danach stellvertretender Akademiedirektor der Evangelischen Akademie Arnoldshain (EAA), Schmitten. Außerdem war Licharz an der Hebräischen Universität Jerusalem, danach Schulpfarrer an der Liebigschule – Europaschule (Gymnasium) Frankfurt-Praunheim. Im Vorstand der Gesellschaft für christlich-jüdische Zusammenarbeit Main-Taunus-Kreis e. V. brachte er seine Kenntnisse und Erfahrungen ein.
Er war Honorarprofessor an der Johann Wolfgang Goethe-Universität Frankfurt am Main, im Fachbereich Evangelische Theologie, für das Fachgebiet Praktische Theologie und Religionswissenschaften, dort mit dem Schwerpunkt Judentum. Bei der Universität des 3. Lebensalters (U3L) hielt er noch zusätzlich Vorlesungen und war ein gefragter Vortragender bei verschiedenen Institutionen.
Damit hat er rund 50 Jahre nach Martin Buber an gleicher Stelle die gleichen Themen behandelt. Zwangsläufig entstanden auch persönliche Kontakte zu Rafael Buber (1900–1990), dem Sohn des jüdischen Gelehrten, der 1922–1929 mit Margarete Buber-Neumann verheiratet war.

## Veröffentlichungen
- Arnoldshainer Texte (22 Veröffentlichungen)
- zu Janusz Korczak
- zu Leo Baeck, mit 6-bändiger Werkausgabe
- zu Martin Buber
- zu Judentum und Christentum